# 音更大袖
音更大袖（おとふけおおそで）は、北海道河東郡音更町の中音更地区を発祥とする青大豆。流通名は音更大袖振。主産地は北海道十勝地方。

## 歴史
- 1950年頃、音更町中音更の農家、川元豊一が種皮が薄緑色の在来種青大豆「大袖振」から大粒で冷害に強いものを繰り返し選抜し栽培していた。品質の良さから徐々に町内外に広がっていた。
- 1991年北海道立農業試験場における品種比較試験により、優良品種に採用される[2][3]。

## 特徴
白目大豆と比べ、色がやや緑がかっている。低脂肪で甘みと香りが強い。栄養価としてはイソフラボン含有量が非常に高い。

## 用途
- 煮豆
- 豆腐
- 納豆
- 油揚げ
- 味噌
- 豆餅（米菓）